# Stethophyma celatum
Stethophyma celatum är en insektsart som beskrevs av Dan Otte 1979. Stethophyma celatum ingår i släktet Stethophyma och familjen gräshoppor. Inga underarter finns listade i Catalogue of Life.